# Ivan Linow
Pour les articles homonymes, voir Linow.
Ivan Linow (nom de naissance : Jānis Linaus), né le 21 novembre 1888 en Lettonie (lieu inconnu, alors Empire russe) et mort le 21 novembre 1940 à Londres (Angleterre), est un acteur et catcheur américain d'origine lettone.

## Biographie
Émigré jeune aux États-Unis, il obtient la citoyenneté américaine sous le nom d'Ivan Linow et y mène une carrière de catcheur professionnel (parfois sous le nom de Jack Leon) entre 1908 et 1933. Par ailleurs, il devient acteur de cinéma et apparaît dans cinquante-huit films américains dès la période du muet, le premier étant Les Aventures du capitaine Barclay (en) de Tom Forman (1921, avec Thomas Meighan et Agnes Ayres).
Ultérieurement, mentionnons Le Vengeur d'Henry King (1923, avec Richard Barthelmess et Dorothy Gish), Wages of Virtue d'Allan Dwan (1924, avec Gloria Swanson et Ben Lyon), La Danse rouge de Raoul Walsh (1928, avec Charles Farrell et Dolores del Río), La Femme au corbeau de Frank Borzage (1929, avec Charles Farrell et Mary Duncan), Le Club des trois de Jack Conway (1930, avec Lon Chaney et Lila Lee), ou encore le serial L'Aigle de la mort de Ford Beebe et B. Reeves Eason (1932, avec John Wayne et Dorothy Gulliver).
Ses cinq derniers films sortent en 1935. En 1940, alors de passage à Londres, Ivan Linow meurt d'une crise cardiaque le jour de ses 52 ans.

## Filmographie partielle

### Période du muet

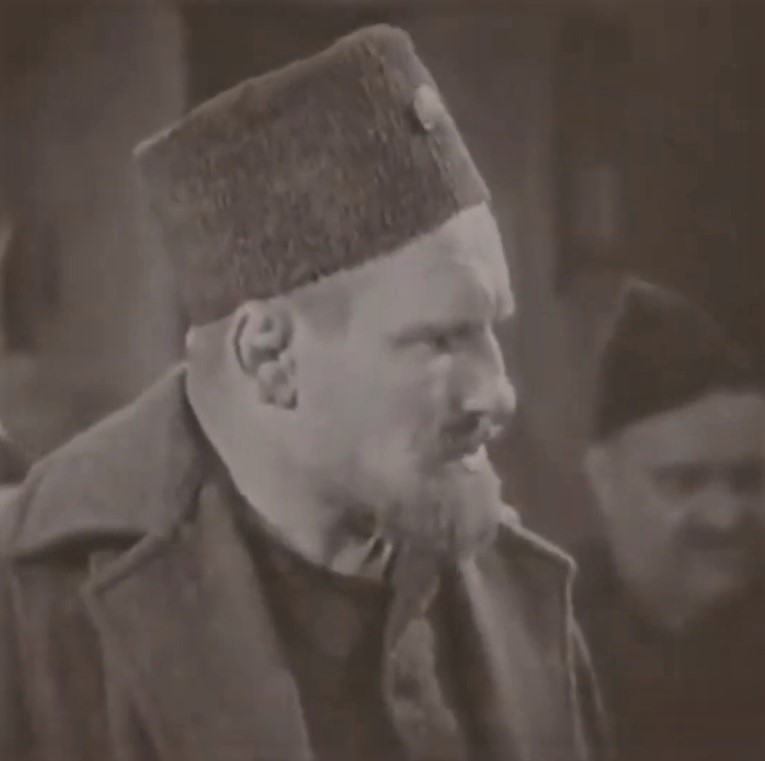
Dans Les Ennemis de la femme (1923)

- 1921 : Les Aventures du capitaine Barclay (en) (Cappy Ricks) de Tom Forman : Ole Peterson
- 1923 : Zaza d'Allan Dwan : Apache
- 1923 : Les Ennemis de la femme (Enemies of Women) d'Alan Crosland : le meneur des insurgés
- 1923 : Le Vengeur (Fury) d'Henry King : Zece
- 1924 : Le Collier fatal (en) (Three Miles Out) d'Irvin Willat : Bull Jordan
- 1924 : Wages of Virtue d'Allan Dwan : Luigi
- 1925 : Lover's Island (en) d'Henri Diamant-Berger : Sam Johnson
- 1925 : Sunken Silver de George B. Seitz
- 1928 : The Noose de John Francis Dillon : un condamné à mort
- 1928 : La Danse rouge (The Red Dance) de Raoul Walsh : Ivan Petroff
- 1928 : Plastered in Paris de Benjamin Stoloff
- 1929 : La Femme au corbeau (The River) de Frank Borzage : Sam Thompson
- 1929 : Les Pirates (en) (The Far Call) d'Allan Dwan : Red Dunkirk
- 1929 : Black Magic de George B. Seitz
- 1930 : L'Intruse (City Girl) de Friedrich Wilhelm Murnau : un chauffeur de taxi

### Période du parlant

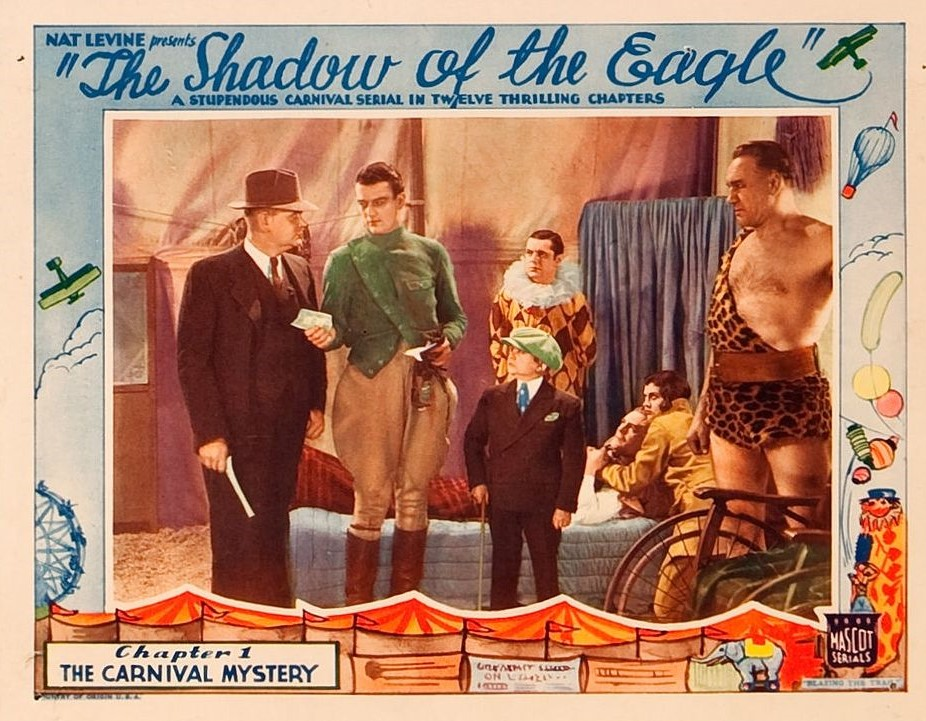
John Wayne (en bottes) et Ivan Linow (à d.), dans L'Aigle de la mort (poster promotionnel, 1932)

- 1928 : in Old Arizona d'Irving Cummings et Raoul Walsh : un immigré russe
- 1929 : Têtes brûlées (The Cock-Eyed World) de Raoul Walsh : Sanovich
- 1929 : La Vie en rose (Sunny Side Up) de David Butler : le colosse souriant
- 1929 : Speakeasy de Benjamin Stoloff : un catcheur
- 1930 : Au large de Shanghaï (The Ship from Shanghai) de Charles Brabin : Pete
- 1930 : Le Club des trois (The Unholy Three) de Jack Conway : Hercule
- 1930 : The Silver Horde de George Archainbaud : Svenson
- 1930 : L'Amour en l'an 2000 (Just Imagine) de David Butler : Loko / Boko
- 1930 : Le Chant de la flamme (Song of the Flame) d'Alan Crosland : un ami de Konstantin
- 1931 : Goldie de Benjamin Stoloff : le mari
- 1931 : La Femme aux miracles (The Miracle Woman) de Frank Capra : un cannonier
- 1931 : Le Passeport jaune (The Yellow Ticket) de Raoul Walsh : un catcheur
- 1932 : Fils de Russie (Scarlet Dawn) de William Dieterle : Ivan
- 1932 : Rackety Rax d'Alfred L. Werker : Tossilitis
- 1932 : L'Aigle de la mort (The Shadow of the Eagle) de Ford Beebe et B. Reeves Eason (serial) : le colosse Henie
- 1932 : Jewel Robbery de William Dieterle : un chauffeur
- 1933 : Tillie and Gus de Francis Martin : Le Suédois
- 1934 : Patte de chat (The Cat's-Paw) de Sam Taylor : Chee Foo
- 1934 : Kid Millions de Roy Del Ruth : un guerrier
- 1935 : Le Baron Gregor (The Black Room) de Roy William Neill : un gardien

### Note et référence
1. ↑  D'après Wrestlingdata.com.

### Autres liens externes
- Ressources relatives à l'audiovisuel :   - AllMovie
  - Allociné
  - American Film Institute
  - IMDb
- Notices d'autorité :   - VIAF
  - ISNI
  - BnF (données)
  - IdRef
  - LCCN
  - GND
  - WorldCat